# 李廷煥
李 廷煥（イ・ジョンファン、朝鮮語: 이정환、1919年11月13日 - 2008年8月13日）は、大韓民国の経済学者、銀行家、実業家、政治家。
本貫は星州李氏。日本名星山 正雄。延世大学校教授などを経て、韓国銀行総裁や、大韓民国財務部長官、韓国産業銀行総裁、錦湖石油化学会長等を歴任した。金塔産業勲章受章。

## 人物
慶尚南道東萊郡（のちの釜山広域市）出身。東萊中学校（のちの東萊高等学校）を経て、1941年東京商科大学（のちの一橋大学）予科修了。1944年同大学卒業。
釜山大学校教授、延世大学校教授を経て、1961年大韓民国財務部長官顧問。1962年農業協同組合中央会会長。1963年韓国銀行総裁。1964年大韓民国財務部長官、韓国産業銀行総裁。1968年金融通貨委員会委員。
1974年韓国合成ゴム工業社長。韓国合成ゴム工業の後身の錦湖石油化学の会長や、韓国石油化学協会会長などを務め、1989年に全国経済人連合会企業倫理委員会初代委員長に就任。
1992年錦湖石油化学名誉会長。世界的な競争力を有した石油化学工業を育成したとして1998年に金塔産業勲章を受章した。2008年老衰のため死去。享年89。

## 著書
- 『經濟原論』陽文社 1955年
- 『統計學』章旺社 1961年
- 『新統計學』章旺社 1962年
- 『國民所得論』法文社 1962年
- 『新經濟原論』陽文社 1965年